# الغرابة (سباح)

تعديل مصدري - تعديل

الغرابة هي إحدى قرى عزلة سباح بمديرية سباح التابعة لمحافظة أبين، بلغ تعداد سكانها 158 نسمة حسب تعداد اليمن لعام 2004.